# Dirk Cardoen
Dirk Cardoen (Beselare, 18 februari 1939 - Zonnebeke, 1 augustus 2019) was een Belgisch politicus en burgemeester van Zonnebeke.

## Levensloop
Cardoen woonde in de deelgemeente Beselare. Hij studeerde Latijn-Grieks aan het Sint-Vincentiuscollege in Ieper en behaalde daarna een diploma als landmeter-expert. Hij ging werken als bediende bij een studiebureau van openbare werken. Na twee decennia begon hij als zelfstandig landmeter.
Cardoen werd actief in de gemeentepolitiek van Zonnebeke en kwam in 1976 bij de gemeenteraadsverkiezingen op bij de nieuwe lokale afdeling van de Volksunie en werd verkozen. Voor de verkiezingen van 1982 smolt in Zonnebeke de VU samen met Gemeentebelangen tot de lijst Inspraak. Na de verkiezingen vormde de partij een meerderheid met de SP en Cardoen werd eerste schepen onder SP-burgemeester Maurice Bourgois. Ook na de verkiezingen van 1988 bleef hij schepen.
Na de verkiezingen van 1994 kwam Inspraak in de oppositie terecht. Bij de verkiezingen van 2000 won Inspraak zetels en vormde opnieuw een coalitie met de SP. Maurice Bourgois werd opnieuw burgemeester maar sprak af dat hij maar een halve ambtstermijn zou besturen. Op 1 mei 2003 volgde Dirk Cardoen hem op als burgemeester. Hij bleef burgemeester na de verkiezingen van 2006 en 2012, tot in december 2014. Vanaf 1 januari 2015 volgde Dirk Sioen hem op als burgemeester van Zonnebeke.,